# مكتبة مصر العامة بمطروح
مكتبة مصر العامة بمطروح هي مكتبة وأحد فروع مكتبة مصر العامة تقع في مدينة مرسى مطروح بمحافظة مطروح، مصر. مبنى المكتبة مقام على مساحة 1350 متر مسطح، مكون من 5 طوابق تضم قاعة مكتبات تضم أكثر من 30 ألف كتاب في شتى المجالات، وقاعات لمكتبة وأنشطة للأطفال ومركزا للمؤتمرات سعة 500 مقعد، وقاعة اجتماعات كبرى، ومتحف للتراث، ومعمل للغات ومعامل للحاسبات ومعرض للمأثورات البدوية.